# Johann Philipp von Stadion-Warthausen
Johann Philipp Carl Joseph, Graf von Stadion-Warthausen (Maguncia, 18 de junio de 1763-Baden, 15 de mayo de 1824) fue un estadista, ministro de exteriores, y diplomático quien sirvió en el imperio Habsburgo durante las guerras napoleónicas. También fue el fundador del banco central de Austria, el Oesterreichische Nationalbank. Fue Conde de Stadion-Warthausen entre 1787 y 1806.

## Biografía

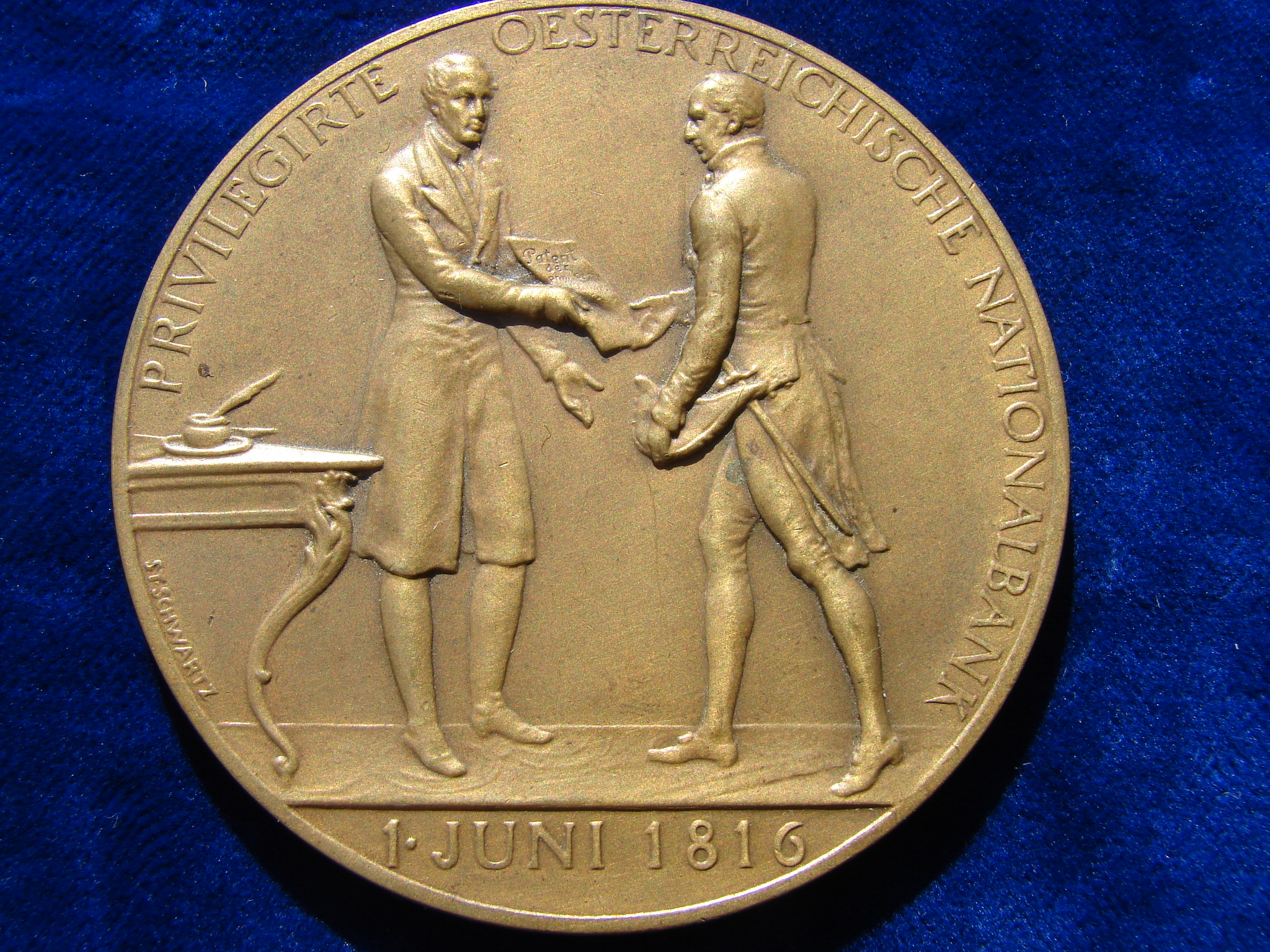
Johann Philipp von Stadion recibe de Francisco I, el primer emperador de Austria, la carta de fundación del banco central de Austria, Oesterreichische Nationalbank, en Viena. Medalla de bronce por el 100º aniversario del 1 de junio de 1916; anverso. Medallista: Stefan Schwartz.

Entre 1787-1790, fue embajador en Estocolmo, y después en Londres entre 1790-1793. Después de algunos años de retiro, se le confió una misión en la corte prusiana (1800-1803), donde se esforzó en vano para lograr una alianza con Austria. Tuvo más éxito como enviado a San Petersburgo (1803-1805), donde jugó un importante papel en la formación de la tercera coalición contra Napoleón (1805). A pesar del fracaso de esta alianza, fue hecho ministro de exteriores y, en conjunción con el Archiduque Carlos de Austria, siguió una política de preparación silenciosa para una nueva prueba de fuerza con Francia.
En 1808, abandonó la política de procratinación y, con la ayuda de Metternich, en ese tiempo embajador en París, aceleró el estallido de una nueva guerra. Stadion se sintió alentado por las noticias desde España considerando el alzamiento de la población española contra la ocupación francesa y la derrota del ejército francés a manos del general español Francisco Castaños en Bailén. Fue instrumental en convencer al emperador Francisco de Austria de intentar despertar la resistencia popular contra Napoleón en Austria y Alemania.
La guerra que empezó en 1809 enfrentó a Austria sola en el continente contra la Francia napoleónica. La campaña vio la primera derrota importante de Napoleón en Aspern a manos del Archiduque Carlos, hermano del emperador. Sin embargo, los franceses se recuperaron e infligieron una derrota decisiva a los austriacos en Wagram, una de las mayores batallas de las guerras napoleónicas. Los desafortunados resultados de la campaña de 1809 le forzaron a dimitir. Fue sucedido como Ministro de Exteriores por Klemens von Metternich, a quien el emperador había rellamado desde París. No obstante, en 1813, fue comisionado para negociar la convención que finalmente derrocó a Napoleón. El historiador Robert A. Kann lo llamó "un hombre de dones excepcionales, quizás el diplomático más destacado en la historia imperial austriaca" (A History of the Habsburg Empire, 1526-1918, p. 211).
Los últimos diez años de su vida los pasó en un estricto y parcialmente exitoso intento de reorganizar las desordenadas finanzas de su país. Como ministro de finanzas (1815-1824), fundó el banco central de Austria, el Oesterreichische Nationalbank en 1816.
Murió en Baden, Austria; su hijo, el Conde Franz Stadion von Warthausen, fue un prominente estadista liberal de la década de 1840. 

## Reconocimientos
- En 1874, una avenida en Viena en el 1º distrito fue renombrada "Stadiongasse" en honor a Johann Philipp von Stadion.
- Desde 1897, el Hotel Graf Stadion en el Buchfeldgasse Nr. 5 en el 8º distrito de Viena, el Josefstadt, lleva el nombre del estadista.